# Louis B. Rosenberg
Louis Barry Rosenberg (nacido en 1969) es un ingeniero, investigador, inventor y empresario estadounidense. Investiga la realidad aumentada, la realidad virtual y la inteligencia artificial. Fue profesor de la cátedra de Cotchett de Tecnología Educativa en la Universidad Estatal Politécnica de California, San Luis Obispo. Fundó Immersion Corporation y Unanimous A.I. y escribió el guion de la película de comedia romántica de 2009, Lab Rats.
Como investigador, Rosenberg es conocido por desarrollar inteligencia de enjambre para amplificar la inteligencia colectiva de grupos humanos en red (2014-2023), por su trabajo en el desarrollo del mouse háptico y la interfaz gráfica de usuario (GUI, por sus siglas en inglés) (1993-1999) y por su trabajo en el desarrollo de la realidad aumentada en el Laboratorio de Investigación de la Fuerza Aérea (1991-1994).

## Primeros años y familia

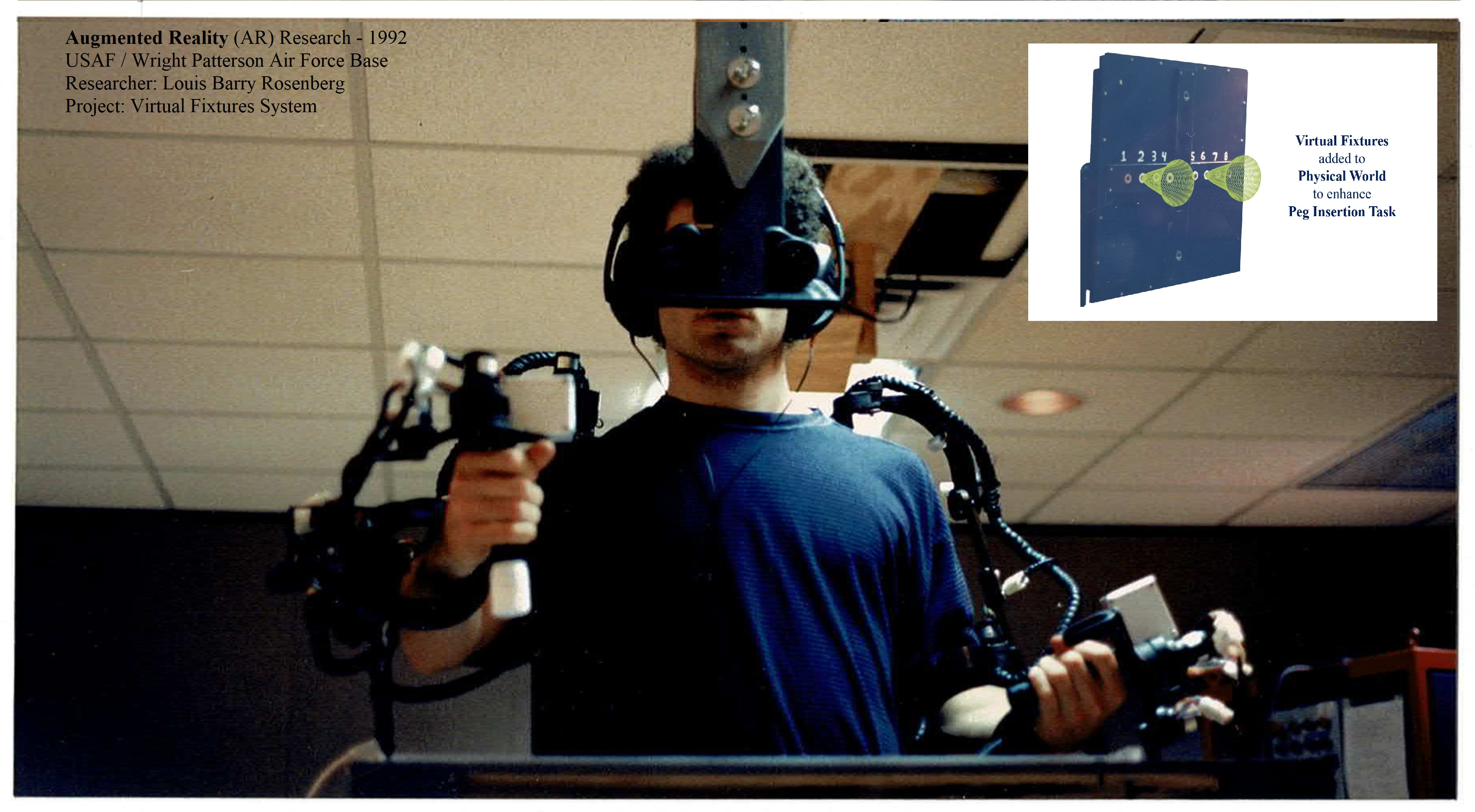
Rosenberg en 1992 desarrolló los primeros sistemas de realidad aumentada / realidad mixta (Fuerza Aérea de EE. UU., Proyecto de Accesorios Virtuales)

Louis Rosenberg nació en 1969. Sus padres le compraron su primera computadora en 1980 y allí comenzó a escribir programas. Él afirmó: "Si escribo algo mal, me señala un error de sintaxis y me permite intentarlo de nuevo... esa es una característica útil para alguien que es disléxico".
Rosenberg obtuvo un B.S. (1991), MS. (1993) y Ph.D. (1994) en Ingeniería Mecánica de la Universidad de Stanford. Su hija, Zoe Rosenberg, es una activista por los derechos de los animales.

## Carrera
De 1991 a 1994, Rosenberg fue investigador de realidad virtual y aumentada en la Universidad de Stanford, el Centro de Investigación Ames de la NASA, y el Laboratorio de Investigación de la Fuerza Aérea (anteriormente Laboratorio Armstrong).
En 1993, Rosenberg fundó Immersion Corporation y luego fue su director ejecutivo hasta el año 2000.
En 1999, Logitech lanzó el primer mouse de computadora con capacidad háptica utilizando la tecnología FEELit que desarrolló con otros investigadores de Immersion Corporation. Como CEO, hizo que la empresa cotizara en NASDAQ en 1999 y hoy sigue cotizando en bolsa como Immersion Corporation ("IMMR") como parte del componente Russell 2000.
En 2002, Rosenberg fundó Outland Research, una empresa que desarrollaba tecnología de realidad aumentada.
En 2005, Rosenberg se unió a la facultad de la Universidad Estatal Politécnica de California, San Luis Obispo (Cal Poly), como profesor asistente. Más tarde, se convirtió en profesor de la cátedra de Cotchett de Tecnología Educativa en Cal Poly.
En 2014, Rosenberg fundó Unanimous A.I. sobre la base de una nueva tecnología conocida como Inteligencia Artificial de Enjambre, que se basa en las capacidades de toma de decisiones de enjambres biológicos y se utiliza para mejorar la inteligencia colectiva de grupos humanos en red.
Rosenberg ha criticado abiertamente los riesgos potenciales que la realidad virtual, la realidad aumentada y la inteligencia artificial representan para la sociedad en los últimos años. Como autor, ha escrito sobre estas tecnologías para VentureBeat y Big Think.

## Trabajos de investigación
En 2014, Rosenberg comenzó a investigar en un subcampo relativamente nuevo de la IA, ahora conocido como inteligencia artificial de enjambre (IA de enjambre para abreviar), que tiene como objetivo amplificar la inteligencia de grupos humanos utilizando algoritmos de IA modelados a partir de enjambres biológicos. En 2014, fundó Unanimous A.I., una empresa de inteligencia artificial. Se ha desempeñado como director ejecutivo de la empresa desde su fundación.
Rosenberg llevó a cabo las primeras investigaciones sobre realidad virtual y aumentada en el Centro de Investigación Ames de la NASA y en el Laboratorio de Investigación de la Fuerza Aérea, desarrollando la plataforma Virtual Fixtures, uno de los primeros prototipos de sistemas de realidad aumentada que permite a los seres humanos interactuar con una realidad mixta de objetos reales y virtuales.
De 2018 a 2020, Rosenberg colaboró con investigadores de la Facultad de Medicina de la Universidad de Stanford en un estudio financiado por la Fundación Nacional de Ciencias realizado en grupos de radiólogos, que se publicó en Nature Digital Medicine sobre "Asociación entre humanos y máquinas con inteligencia artificial para el diagnóstico de radiografías de tórax", relacionado con la simbiosis de expertos humanos y algoritmos de aprendizaje profundo de IA. Con la ayuda de investigadores del Instituto de Tecnología de Massachusetts (MIT), estudió las aplicaciones de IA de enjambre (Swarm AI) para crear las llamadas "mentes colmena" de analistas financieros para los mercados de valores.
La investigación de Rosenberg se ha centrado en el uso de algoritmos de IA modelados a partir de enjambres biológicos para apoyar la toma de decisiones grupales en diversos campos, incluidos el pronóstico, la estimación y el diagnóstico.

## Escritura
Rosenberg estudió escritura de guiones en la Escuela de Teatro, Cine y Televisión de UCLA. En 2009, escribió el guion del cortometraje de comedia romántica Lab Rats dirigido por Sam Washington. El corto ganó premios en el Festival Internacional de Cine Moondance y en el Festival de Cine de Ventura.
 También escribió un guion de largometraje titulado The Manuscript en colaboración con otro escritor, Joe Rosenbaum, que se vendió en 2018 para su adaptación cinematográfica.

## Algunas de sus publicaciones
- Rosenberg, L.B. (1993). "Virtual fixtures: Perceptual tools for telerobotic manipulation". Proceedings of IEEE Virtual Reality Annual International Symposium. Seattle, WA, USA: IEEE. pp. 76–82. doi:10.1109/VRAIS.1993.380795. ISBN 978-0-7803-1363-7. S2CID 9856738.
- Jackson, Bernie G.; Rosenberg, Louis B. (1995). "Force Feedback and Medical Simulation". Interactive Technology and the New Paradigm for Healthcare: 147–151. doi:10.3233/978-1-60750-862-5-147.
- Rosenberg, L.B. (2015). "Human Swarms, a real-time method for collective intelligence". 07/20/2015-07/24/2015. pp. 658–659. doi:10.7551/978-0-262-33027-5-CH117. ISBN 9780262330275.Metcalf, Lynn; Askay, David A.; Rosenberg, Louis B. (August 2019). "Keeping * Humans in the Loop: Pooling Knowledge through Artificial Swarm Intelligence to Improve Business Decision Making". California Management Review. 61 (4): 84–109. doi:10.1177/0008125619862256. ISSN 0008-1256. S2CID 202323483.